# Гальперин, Геннадий Аронович
Геннадий Аронович Гальперин (род. 31 июля 1961) — генеральный директор, председатель правления ПАО «Росгосстрах» (2019-2022), ранее — генеральный директор, председатель правления «ВТБ Страхование» (2011—2019). С 2020 года стабильно входит в топ-50 самых упоминаемых персон страхового рынка.

## Биография
Геннадий Гальперин родился 31 июля 1961 года. Окончил Ленинградский политехнический институт им. М.И.Калинина и Академию народного хозяйства при Правительстве РФ по специальности «финансовый менеджмент».
Геннадий Гальперин имеет большой опыт работы в страховой отрасли. В 2002 году вместе с новой командой менеджеров он пришёл в «Росгосстрах», где в должности первого заместителя генерального директора и исполнительного директора курировал различные аспекты деятельности группы.
В 2009 году в должности исполнительного вице-президента руководил одной из ведущих российских компаний в области информационных технологий — ОАО «Группа Систематика».
В 2011 году занял пост генерального директора, председателя правления ООО СК «ВТБ Страхование».
В сентябре 2016 года вошёл в Совет по перестрахованию, созданный по Федеральному закону от 3 июля 2016 года № 363-ФЗ «О внесении изменений в Закон Российской Федерации „Об организации страхового дела в Российской Федерации“» при «Национальной перестраховочной компании» .
В июле 2019 покинул пост руководителя «ВТБ Страхование» и возглавил «Росгосстрах» в должности генерального директора - председателя правления. В июле 2022 года покинул пост руководителя компании «Росгосстрах».
Женат. Имеет двоих детей.

## Награды и премии
С 2012 года Геннадий Гальперин неизменно входит в рейтинг «ТОП-1000
российских менеджеров» Ассоциации Менеджеров, 2014 году занял шестое место в категории «Страхование», в 2018 году - четвёртое.
В октябре 2021 награждён медалью ордена «За заслуги перед Отечеством» II степени (за достигнутые трудовые успехи и многолетнюю добросовестную работу).